# New Zealand Caribbean
Das Kühlcontainerschiff New Zealand Caribbean wurde 22 Jahre im Nordamerika-Australien/Neuseeland-Dienst eingesetzt.

## Geschichte
Geordert wurde die New Zealand Caribbean 1979 von der Londoner Lloyd’s Leasing Ltd. für die Shipping Corporation of New Zealand Ltd. Die Reederei setzte das Schiff nach Ablieferungsbeginn im Australien/Neuseeland-Nordamerika-Dienst ein, den es auch unter späteren Eignern nie verließ. 1985 fusionierte die Shipping Corporation of New Zealand mit der Reederei New Zealand National Line zur New Zealand Line. Die New Zealand Caribbean wurde zum 1. September 1985 in die gemeinsame Flotte der New Zealand Line, mit Sitz in Wellington übernommen, wo sie bis zum 31. Januar 1989 verblieb. Nach rund einem Jahr als Abacas übernahm Cunard Ellerman das Schiff als ACT 10, gab es aber bereits am 26. November 1991 innerhalb der Reedereigruppe weiter. Nach weiteren sieben Jahren Fahrzeit als Columbia Star und zwei kürzeren Einsätzen als Mercosul Argentina und P&O Nedlloyd Luanda traf es am 17. Juni 2002 bei der Abbruchwerft Chinese Mainland Shipbreakers in Jiangyin ein.

## Technik
Das 7-Luken-Schiff konnte insgesamt 857 TEU transportieren und zeichnete sich durch einen besonders hohen Anteil von Anschlüssen für Kühlcontainer aus. 458 TEU, davon 302 Kühlcontainer wurden im Laderaum gefahren, weitere 399 TEU konnten an Deck transportiert werden. Als Kühlcontainer unter Deck wurden Porthole-Container eingesetzt, die von einer schiffsfesten Kälteanlage mit Hilfe von Kühlstäben im Laderaum mit Kaltluft versorgt wurden.